# Río Guendá
Der Río Guendá (auch: Río Güendá) ist ein Fluss im Tiefland des südamerikanischen Anden-Staates Bolivien.
Der Río Guendá hat eine Gesamtlänge von 99 Kilometern, er entspringt als Río Espejillos am Ostrand des Amboró-Nationalparks in den Espejillos Lomas, einem Hügelland in den östlichen Voranden Boliviens. Der gesamte Flusslauf liegt im Departamento Santa Cruz, seine Quelle liegt im Südteil des Landkreises (bolivianisch: Municipio) Porongo in der Provinz Andrés Ibáñez, von dort fließt er in das Municipio Portachuelo in der Provinz Sara und mündet dort in den Río Piraí, etwa zehn Kilometer südwestlich der Stadt Montero.
Der Oberlauf des Río Guendá, der Río Espejillos, ist ein beliebtes Ausflugsziel der Cruceños, der Einwohner der Metropolen-Region Santa Cruz. Der Fluss hat hier eine zerfurchte Landschaft mit kleinen Schluchten gebildet, durch die er in einer Abfolge von natürlichen Wasserbecken mit kleinen und größeren Wasserfällen fließt, von denen der höchste eine Höhe von 20 Metern erreicht. Die "Área Protegida Departamental Monumento Natural Espejillos" erreicht man über die Fernstraße Ruta 7, die von Santa Cruz aus in südwestlicher Richtung nach San José führt; dort durchquert man den Río Piraí und folgt weitere 16 km der unbefestigten Staub- und Schotterstraße in westlicher Richtung.
In seinem weiteren Verlauf vereinigt sich der Río Espejillos mit dem Río Los Negros und dem wasserreichen Río Las Conchas zum Río Guendá, der an seiner Mündung eine Breite von 500 Metern aufweist.